# 反荷运动
反荷运动，是1930年9月至1931年7月因中国籍女教师萧信庵遭荷兰籍船员猥亵、强奸（此即“萧案”）而引发的中华民国部分大中城市及南洋华侨抵制荷兰渣华轮船公司，要求荷兰政府道歉并严惩罪犯的国民外交运动。

## 背景

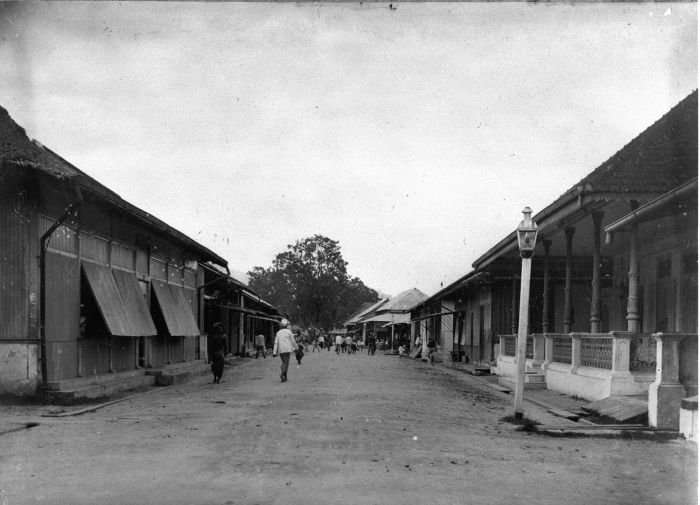
1919年之前，荷属东印度安汶岛上的华埠

荷属东印度殖民当局，长期推行对华人的歧视政策。华人的法律地位处于最低等。荷兰殖民当局对华人入境多有苛待，并严厉查禁华文书籍及教材，限制华文学校、华文报纸的发展，尤其严防中国国民党在荷属东印度的华人中传播三民主义及革命思想。华人在刑事诉讼中也受到极不平等的对待，还经常无辜被捕并受迫害。
晚清至中华民国时期，荷属东印度发生过许多起殖民当局及荷兰殖民军队、当地土著人屠杀华人的事件，受害华人无一人获得过道歉或赔偿。1927年5月3日，荷属东印度东婆罗洲生瓦埠殖民政府拘捕中国国民党荷兰支部执行委员岑菊鄰、生瓦分部主席邓谦环等16人，当地华侨要求警察出示拘捕令并说明拘捕理由，警察却当即向手无寸铁的华侨开枪，当场打死12人，重伤19人，轻伤8人。事后荷兰殖民当局封锁消息，中国的南京国民政府直到1927年11月才得知，派外交部长伍朝枢向荷兰驻华大使交涉，但最终不了了之。荷属东印度华侨华人对殖民当局久有积怨。
1910年代起，荷属东印度华侨多次要求中国政府修正《中荷领约》等不平等条约。但因中国政局不稳，华侨的要求连续多年遭遇失败。1920年代后期起，南京国民政府开始推行改订新约运动，以收回国家主权。

## 萧案

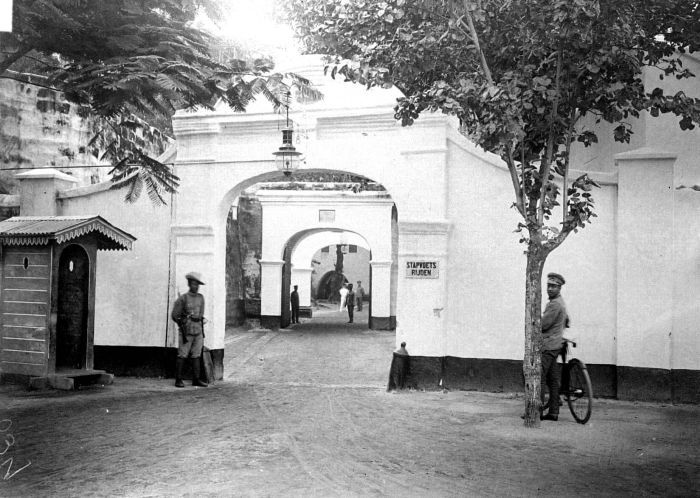
1921年，望加锡荷兰殖民当局的办公地点

1930年夏，原任教于中华民国南京中区实验学校的萧信庵，经南京市教育局介绍，接受荷属东印度安汶岛（今属印度尼西亚）的华侨学校“培德学校”聘任为教师。8月13日晚，萧信庵独自从上海乘荷兰渣华轮船公司（Juva-China-Japan Lyn）“芝巴德”号（Tjibadak）客轮赴安汶岛任教。途中遭到该客轮荷兰籍大副兰鞍奇（H.W.Lvaing）、二副雷第马开（J.C.Rademakw）多次猥亵及强奸。）萧信庵随后向船上的中国驻泗水领事陶寅、中南公司经理向侠民、哲学家刘景文讲述遭遇。他们向船主亚尔氏（D.P.Als）提出质问，船主亚尔氏却串通该客轮的医生白林古（G.H.Bringow），诬陷萧信庵有精神病。该客轮抵达荷属东印度望加锡港（今属印度尼西亚）后，当地华侨愤而代萧信庵向当地荷兰殖民当局的望加锡检察处起诉，望加锡检察处判处上述两名荷兰籍被告无罪。此即“萧案”。

## 反荷运动兴起
“萧案”发生后，很快轰动南洋。1930年10月1日，荷属东印度各华侨社团代表十多人陪同萧信庵来到中国驻望加锡领事馆，要求中国驻望加锡领事王德棻同荷属东印度殖民当局严重交涉。10月2日，中国国民党荷属东印度支部召开紧急会议，讨论援萧办法。10月3日，荷属东印度工商学各界华侨200余人集会，推举蒋毓生、石节士、叶天侠、顾逸岑等人，筹备成立“萧案”后援会。10月4日又在望加锡支部召集各华侨社团代表开联席会议，讨论办法，请王德棻领事继续交涉。
1930年9月26日，萧信庵在上海《申报》发表《弱女子孤行途遇危险记》。中国舆论随即开始一片哗然。9月27日，中华侨务协进会向南京国民政府中央侨务委员会和教育部发电，要求政府同荷兰严正交涉。9月29日，萧信庵原先的工作单位南京中区实验学校发表通电，证实了萧信庵的身份，由此萧信庵被侮辱的遭遇获得进一步确认。10月3日，华侨联合会发表反荷通电。鲁迅《准风月谈》中的《双十怀古——民国二二年看十九年秋史》指出，1930年10月8日上海大小报纸均报道了“哄动南洋之萧信庵案”。联系到数百年来荷属东印度的荷兰殖民当局长期迫害和屠杀当地华侨华人的历史，由南京、上海的学界、侨界发起，以上海为中心成立“中华民国对荷外交后援会”，发动“反荷运动”。反荷运动抵制荷兰渣华轮船公司轮船在中国停靠，并吁请南京国民政府外交部出面要荷兰人道歉并严惩罪犯。《申报》仅在1930年便已就“萧案”及“反荷运动”发表50余篇报道。上海《民国日报》从1930年9月26日起直到12月连续报道“萧案”。此外，上海《东方杂志》、《新闻报》、《小日报》、《时事新报》、《生活周刊》，南京《中央日报》、《外交评论》，天津《大公报》、《益世报》等大小报刊也纷纷报道。

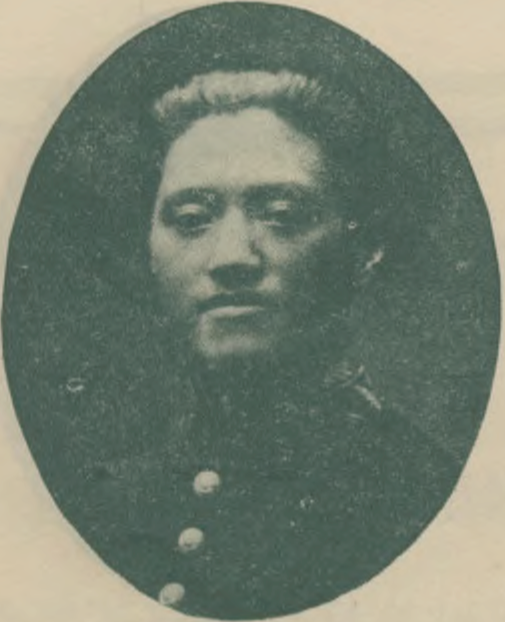
中華民國駐望加錫領事王德棻

“萧案”发生后，南京国民政府外交部认为此事不大，无必要同荷兰驻华使节谈判，乃饬令中国驻望加锡领事王德棻向当地荷兰殖民政府交涉。王德棻不但未积极处理，还劝萧信庵不要再声张，以免事态扩大。南京国民政府的消极态度引发中国及南洋华人华侨舆论强烈不满。《上海生活周刊》称：“雍容雅度的外交当局是不尽可靠的，欲荷属法庭主持公道更是做梦。”《泗水大公商报》评论称：“官厅做事，外间难测高深，吾人不敢武断其与渣华公司有何关系？然鼓吹民气，牵动外交，当非今日之官中所喜。”厦门公民周无我等人致信华侨联合会称：“交涉此案，如仅持冷冰冰之外交部，终必失败！惟有民气自己努力，抵制荷人，方有效果。”
“萧案”发生后，渣华公司掩盖真相，包庇罪犯。真相大白后，渣华公司趁芝巴德轮到上海时，设宴广泛招待各团体及报界，力图消除影响。华侨联合会拒绝赴宴，并在《申报》及《民国日报》刊登广告：“敬恳各界纪念芝巴德荷兰船员强奸萧信庵女士奇耻，勿贪恋芝巴德走狗菲酌！勿搭乘渣华公司轮船！勿配给渣华公司商品！勿起落渣华公司客货！勿刊登渣华公司广告及该公司轮船进出口消息！”各团体及人士纷纷发通电声讨荷兰殖民当局。福州海员分会通电要求渣华公司“迅将该大副、二副撤职交出，按律惩办，并赔偿萧女士名誉损失，担保此后不发生同样事项，否则联合国人，彻底抵制。”上海法学院广东同学会发布的宣言说：“……荷政府不知悔过，强词夺理……务恳各界支持正义，声罪致讨，宁为玉碎，不为瓦全……”。上海唐颢君致信华侨联合会称：“须知买办皆受帝国主义者金钱麻醉，早已口是心非，唯利是图，绝无爱护国家与同胞之良心。”
1930年10月14日，华侨联合会公推许冀公、林有壬为代表，向中国国民党上海市党部请求召开各界公开大会，组织对荷外交后援会。中国国民党上海市党部同意。1930年11月26日，援萧反荷大会在天后宫桥的上海市商会举行，中国国民党上海市党部、申报馆、中央研究所、华侨联合会、中华侨务协进会等100多个团体参加，许冀公任大会主席团主席，大会成立了“中华民国对荷外交后援会”，通过了18项有关“萧案”交涉的议案，以及解决“萧案”的最低限度案。
反荷大会提出了解决“萧案”的最低限度案：（1）荷兰政府正式向中国政府道歉，并保证将来永不发生类似事实；（2）渣华公司遍登全中国和世界有华侨居留的各地方中文、西文报纸，向中国民族及萧信庵道歉，并保证将来永不发生类似事实；（3）严厉处刑两罪犯，不得仅以革职降调了事；（3）永远革退船主亚尔氏、船医白林古，不得仅以革职降调了事；（5）赔偿萧信庵损失十万两。

## 厦门风波
在“反荷运动”中，福建省厦门也成立了“援萧委员会”，厦门海员工会积极参与援萧活动。邹韬奋在1930年11月2日《生活周刊》上发表《欲盖弥彰的兽行》一文称：“闻厦门已对渣华断绝营业关系，渣华轮在该处无业可营者共有8艘之多……我们愿竭诚对厦门同胞顶礼致敬。”1930年11月14日，统治厦门的海军将领林国赓取缔了厦门援萧委员会对渣华轮船的抵制行动，并派军队驱散“反荷运动”中的海上纠察队。1930年11月19日，海军漳厦警备司令部发布告称，“萧案”已由南京国民政府外交部交涉，严禁在厦门抵制渣华轮船。同时，林国赓命海军侦探把来到厦门指导当地抵制渣华轮船行动的中华海员工业联合总会观察员王戎（福州籍人）押解出厦门。
林国赓的行动引发各界舆论谴责。1930年11月30日，邹韬奋发表《厦门当局袒荷之荒谬》称，“林国赓倒行逆施，实为全民族的公敌。”上海的华侨联合会、海员总工会、上海市民联合会等数十个团体联名致电林国赓加以谴责，并联名致电福建省政府请求撤职查办林国赓。中华海员工业联合总会致电南京国民政府海军部，表示林国赓“媚外排内，利令智昏……以本党治下之官吏，助长帝国主义者之淫威”，请求南京国民政府海军部“迅将林国赓严加撤办”。上海各界援萧反荷大会致电南京国民政府，谴责林国赓“以其枪杆，压我民众，此诚天地所不容，神人所共愤”，并请求惩办林国赓。但林国赓没有受到任何处分，此事不了了之。

## 事件解决
反荷大会结束后，许冀公、郑螺生、吴迈、方之桢、萧楷等五位请愿代表随即赴南京请愿，11月27日早晨抵达南京，受到南京国民政府外交部长王正廷接见。反荷代表将大会通过的各案送交王正廷，要求政府严重抗议“萧案”，严办“萧案”的两名罪犯。王正廷答应积极交涉。但实际上南京国民政府当时正忙着“改订新约”，无暇顾及“萧案”。1930年12月7日，对荷外交后援会通电质问外交部。1931年2月11日，针对荷兰驻华使馆声称未接到南京国民政府外交部的抗议，中方观审专员未提出审判状况的报告，对荷外交后援会发出致外交部“真电”。
后来，经各方努力，反荷大会提出的五项目标基本达到。
在反荷运动中，上海的华侨联合会及其代主席许冀公颇为活跃，因此得罪亲荷势力。有报纸报道称，“中央侨务委员会呈复，谓上海华侨联合会，现由许冀公等人操纵，实行招摇撞骗，实为侨务障碍，并检还原件，请命令解散，重新依法改组。”华侨联合会乃向中国国民党中央监察委员会呈文《华侨联合会呈中央监察委员会请求剖析诬枉文》，请求查核辩诬。

## 延伸阅读
- 中华民国对荷外交后援会，反荷运动专刊，1931年